# Бафут

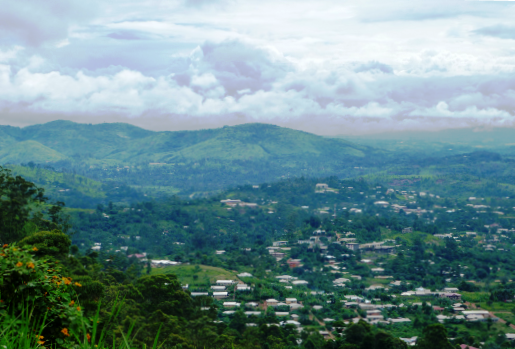
Общий вид Бафута

Бафут — поселение и историческая область на северо-западе Камеруна, к северу от Баменды.

## История

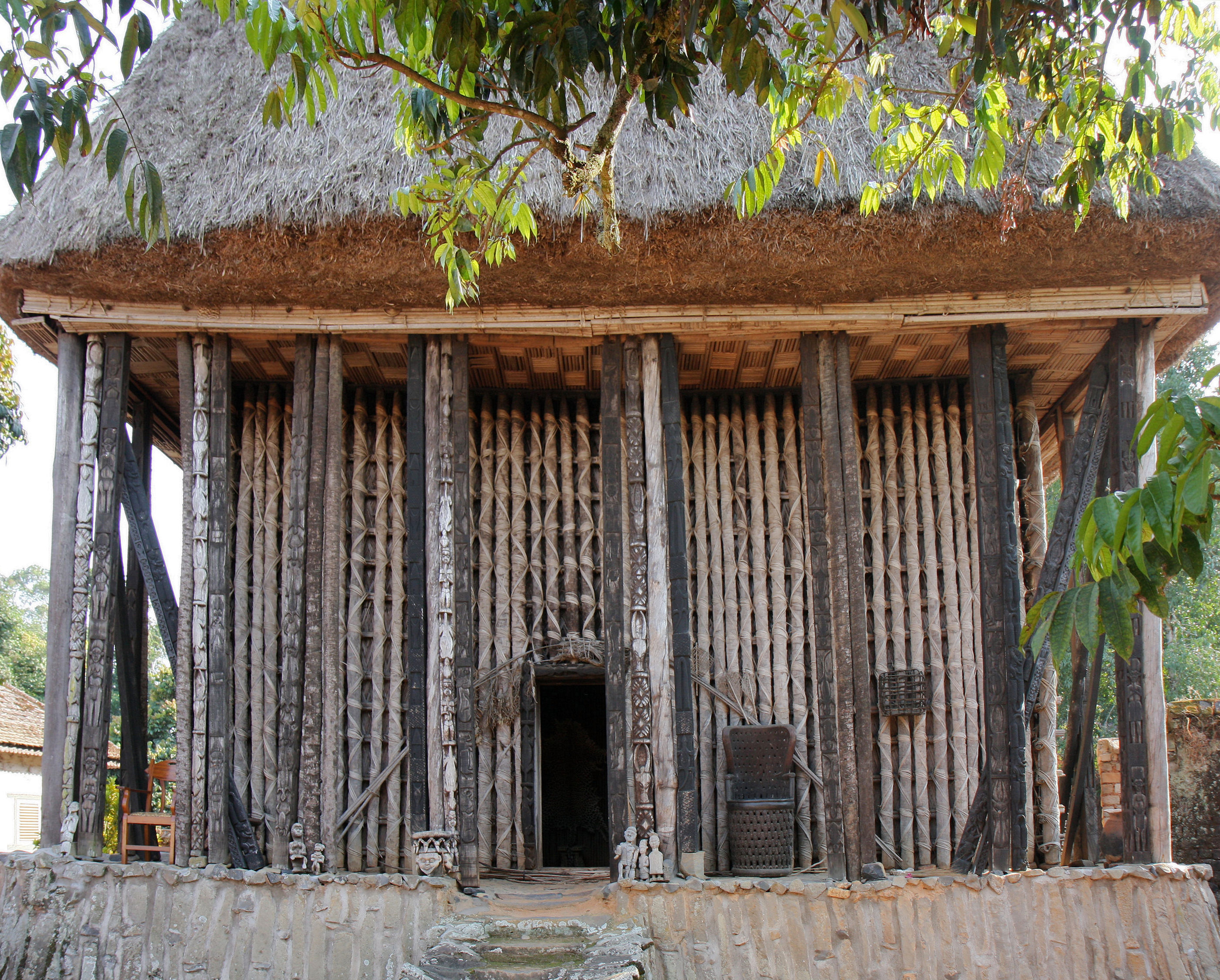

Бафут управлялся фоном Бафута с использованием традиционных структур власти. Однако после Бафутских войн в начале XX века регион стал колонией Германской империи. Немцы изгнали фона, но в конечном итоге вынуждены были восстановить его в качестве лидера, так как их марионеточный правитель не был принят.
Поражение Германской империи в Первой мировой войне привело к тому, что регион оказался под властью Британской империи в составе Британского Камеруна. Бафута было лояльно к британцам, по крайней мере, один фон Бафута, Ахиримби II, поддерживал дружеские отношения с британцами. Когда британцы покинули Камерун в 1961 году, у региона был выбор: присоединиться к недавно образованному Камеруну или Нигерии. Известно, что Ахиримби II заметил, что это был выбор между «Огнем и глубоким морем»; в конечном итоге регион присоединился к Камеруну.
С 2017 года на территории Бафута происходят вооружённые столкновения. В ходе операции «Свободный Бафут» в апреле 2020 года в деревне и вокруг неё произошли ожесточенные бои.

## География

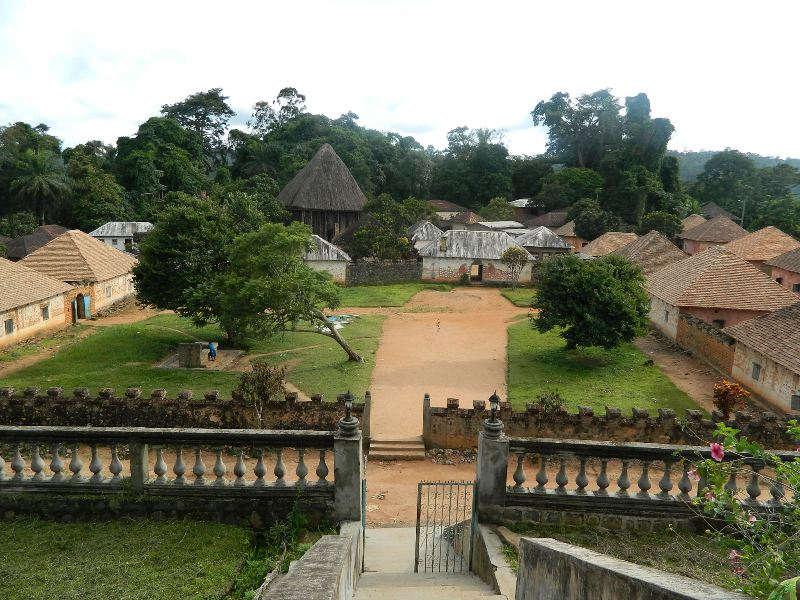
Бывшая резиденция правителя (фона)

Регион Бафут расположен примерно в 20 километрах к северо-западу от Баменды и занимает площадь примерно в 340 квадратных километров (130 квадратных миль). По оценкам, население в 80,000 человек (2005 г.) проживает в трех основных зонах:
- В центре — Мумалаа (сердце страны), собравшиеся вокруг дворца Фона, которые называют себя настоящими Бафутами (Буфу). Это название можно применить ко всему вождеству.
- К югу находится Нтаре (район хребта).
- На севере находится Мбунти (нижний).